# Dave Freeman Open 2015
Die Dave Freeman Open 2015 fanden vom 20. bis zum 22. Februar 2015 in San Diego statt. Es war die 58. Austragung dieser internationalen Meisterschaften im Badminton.

## Sieger und Platzierte
| Disziplin    | Gold                                 | Silber                          | Bronze                           |
| ------------ | ------------------------------------ | ------------------------------- | -------------------------------- |
| Herreneinzel | Charles Gu                           | Pratik Patel                    | Hock Lai Lee                     |
| Herreneinzel | Charles Gu                           | Pratik Patel                    | Pandu Dewantoro                  |
| Dameneinzel  | Kerry Xu                             | Annie Xu                        | Disha Gupta                      |
| Dameneinzel  | Kerry Xu                             | Annie Xu                        | Deepti Reddy                     |
| Herrendoppel | Hock Lai Lee Yoo Yong-sung           | Pratik Patel Gabriel Villanueva | Chong Qiu Nicholas Waller        |
| Herrendoppel | Hock Lai Lee Yoo Yong-sung           | Pratik Patel Gabriel Villanueva | Kyle Emerick Dung Truong         |
| Damendoppel  | Lee Joo Hyun Grace Peng Yun          | Annie Xu Kerry Xu               | Jacqueline Ko Daphne Ng          |
| Damendoppel  | Lee Joo Hyun Grace Peng Yun          | Annie Xu Kerry Xu               | Ying Chen Jing Zhang             |
| Mixed        | Leonard Holvy de Pauw Grace Peng Yun | Tony Gunawan Jamie Hsu          | Christian Christianto Krista Hsu |
| Mixed        | Leonard Holvy de Pauw Grace Peng Yun | Tony Gunawan Jamie Hsu          | Yoo Yong-sung Lee Joo Hyun       |